# NGC 5518
NGC 5518 este o liner situată în constelația Boarul. A fost descoperită în 10 mai 1882 de către Édouard Stephan⁠(d).